# Götzingerhöhe
Götzingerhöhe (česky Götzingerova výšina) je 424 m vysoký vrch v Západolužické pahorkatině a vrchovině. Leží na území města Neustadt in Sachsen v zemském okrese Saské Švýcarsko-Východní Krušné hory v Sasku.

## Název
Nejstarší dochovaný název vrchu je Galgenberg (Šibeniční vrch). Od druhé poloviny 18. století do výstavby rozhledny v roce 1883 se používal název Achtlindenberg, který odkazoval na osm lip vysázených na vrcholu. Od postavení rozhledny nese kopec název podle místního vlastivědce Wilhelma Leberechta Götzingera (1758–1818).

## Přírodní poměry
Geologické podloží tvoří dvojslídý hybridní granodiorit. Převládajícím půdním typem je podzolová kambizem, kterou na západním úpatí střídá glej a pseudoglej. Při západním úpatí protéká Flemingbach a při jižním Schluckenbach, oba levostranné přítoky Langburkersdorfského potoka, který je zdrojnicí Polenze. Celý vrch tak náleží k povodí Labe a k úmoří Severního moře. Po východním svahu prochází státní silnice S 156 směřující z Neustadtu na Hohnstein. Většina vrchu slouží jako zemědělské půda, pouze vrcholová část a západní svah jsou zalesněné. Podél západního úpatí prochází společně červená, žlutá a zelená turistická trasa, při nichž je umístěný bazének s Kneippovou lázní.
Ve vrcholové části stojí rozhledna, Götzingerův památník, socha Neustadtské kozy a budova restaurace z roku 1997.

## Rozhledna
Ocelová rozhledna o výšce 25 metrů a výletní restaurace byly postaveny v roce 1883. Iniciátorem výstavby byl neustadtský tiskař a vlastivědec Julius Mißbach (1831–1896). Výstavba rozhledny stála 4000 marek a zhotovením byla pověřena firma Dresdner Centralheizungsfabrik Louis Kühne. Roku 1992 prošla stavba celkovou rekonstrukcí. Rozhledna poskytuje panoramatický výhled na krajinu Západolužické pahorkatiny a vrchoviny, Šluknovské pahorkatiny, Labských pískovců a na jihu až na Krušné hory.

## Galerie

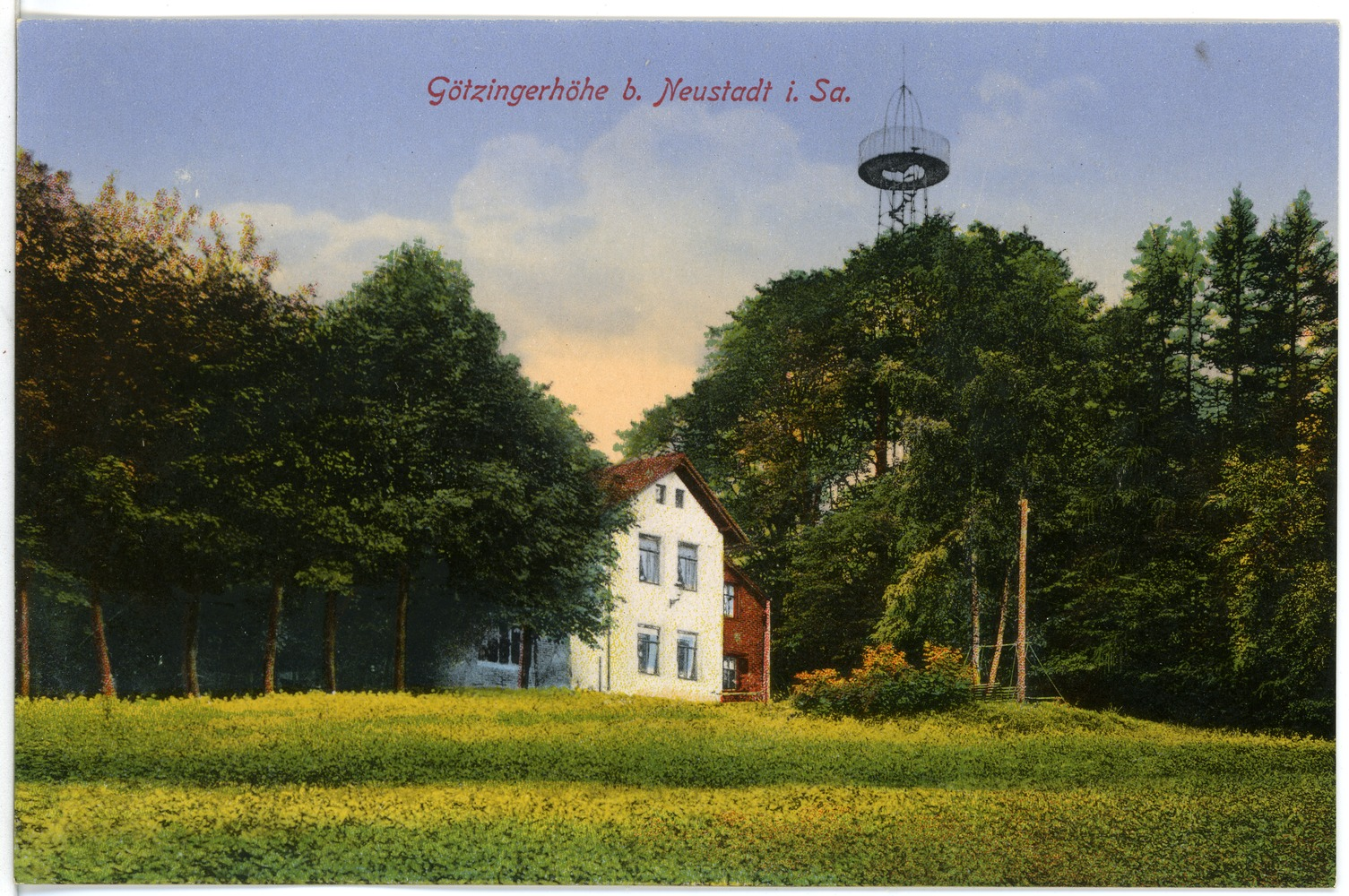
Rozhledna s restaurací v roce 1913
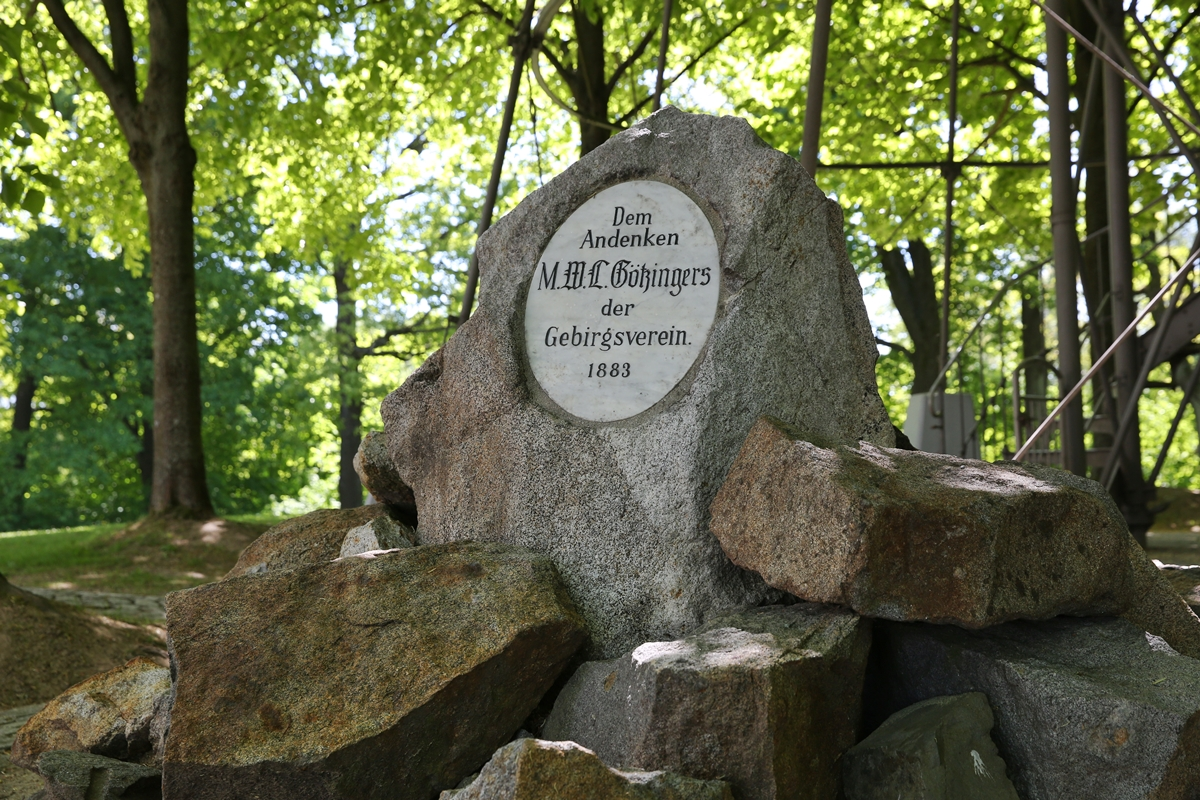
Götzingerův památník
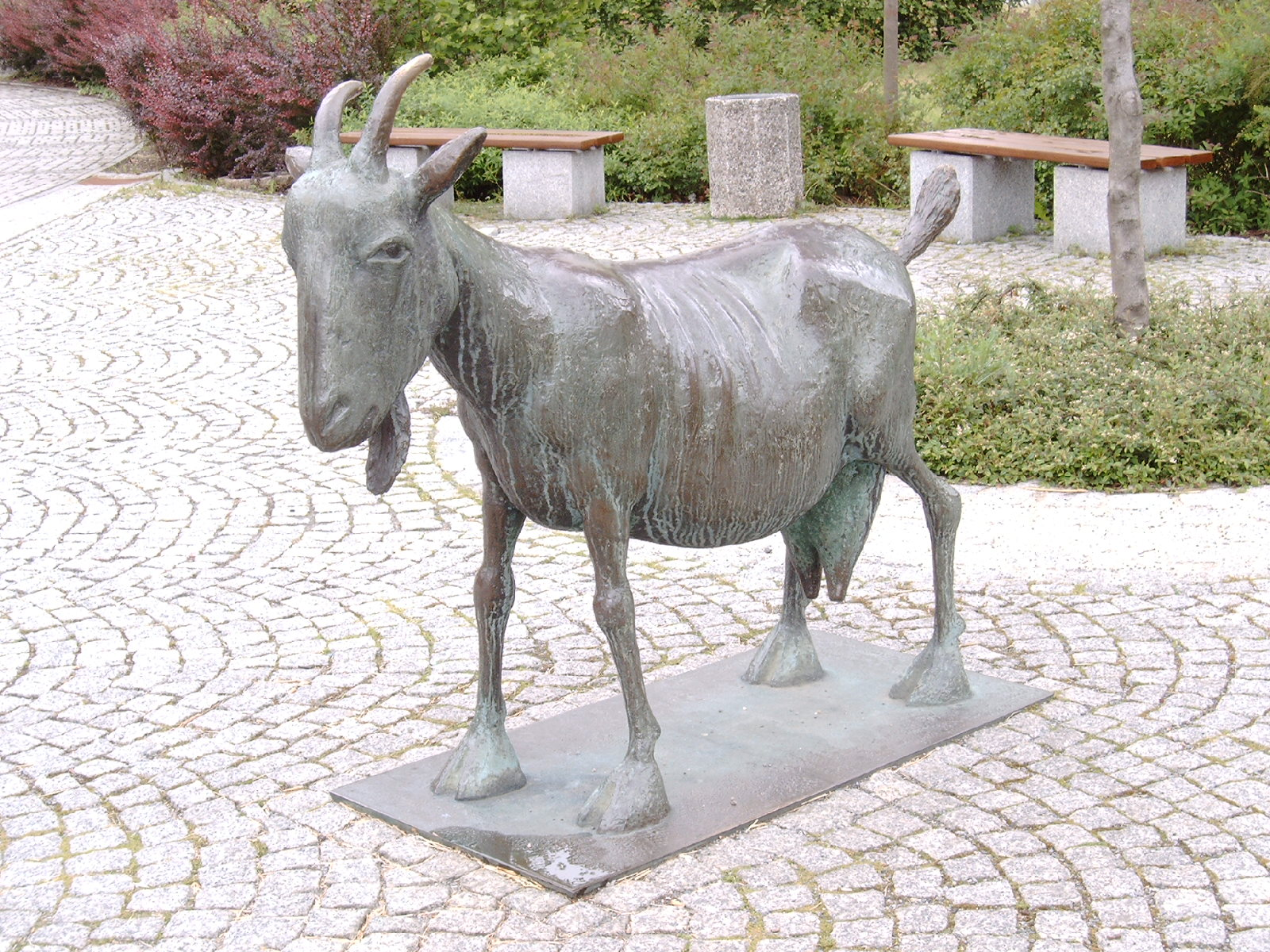
Neustadtská koza
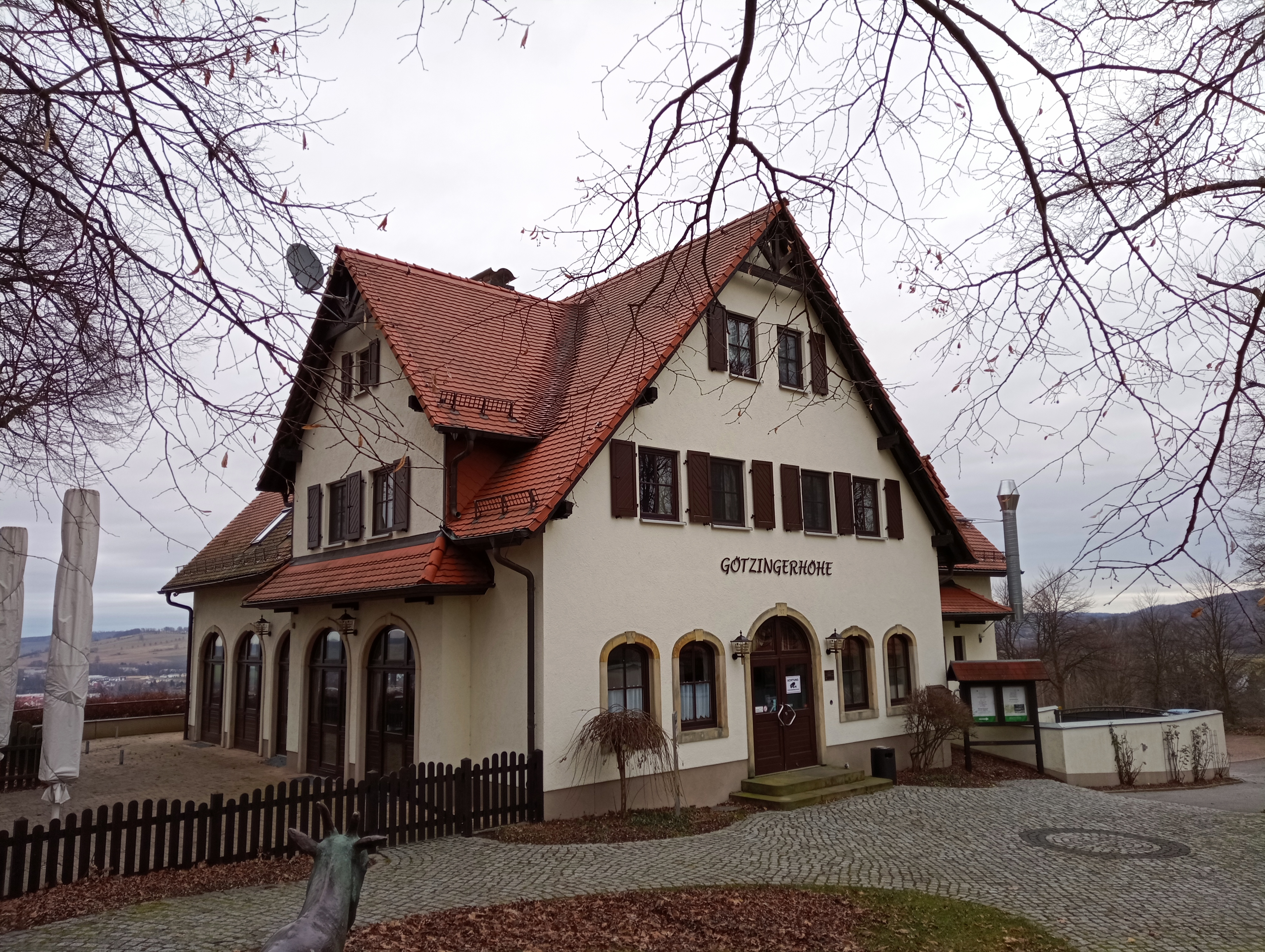
Restaurace
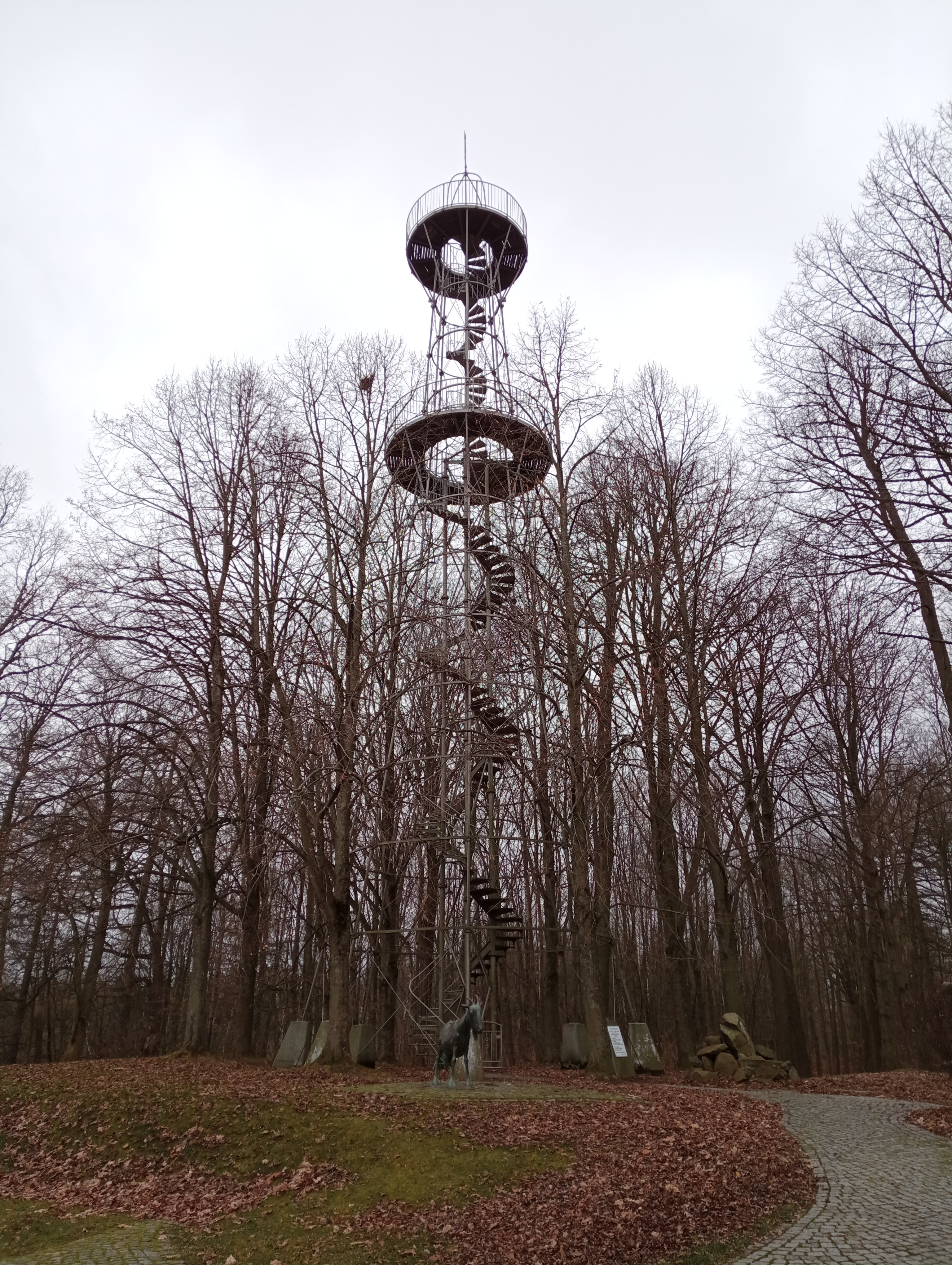
Rozhledna